# مافالدا البرتغالية
مافالدا البرتغالية (بالبرتغالية: Beata Mafalda de Portugal) (تقريباً.1195 – 1 مايو 1256)؛ هي انفانتا برتغالية، وملكة قشتالة القرينة لفترة وجيزة بعد زواجها من الطفل الملك إنريكي الأول، وهي الابنة الثانية لوالديها ملك البرتغال سانشو الأول وزوجته دولسي الأراغونية، ولكن الزواج تم إلغائه لصلة القرابة بينهما، وتفرّغت مافالدا للحياة الكنسية، أعلنت الكنيسة الكاثوليكية بأنها مطوبة بعد خمسة قرون من وفاتها.